# Црноризац Храбар
Црноризац Храбар (стсл. Чрьноризьць Храбръ, буг. Черноризец Храбър), монах и средњовековни писац најстаријег раздобља старословенске књижевности, чији идентитет до сада није утврђен. Постоје многи докази да је Црноризац Храбар био један од ученика Ћирила, Методија, Климента и Наума који су по протеривању из мисије у Великој Моравској, преселили свој рад на Балкан, на прелазу из 9. у 10. век. Изузев поменуте расправе, од овог монаха немамо више сачуваних дела.

## Сказнање о писменима
Аутор је прве филолошке расправе на старословенском језику, познате у око 60 бугарских, руских и српских преписа, која у српској редакцији носи назив О писменех Чрнорисца Храбра. Са много жара али научним аргументима брани словенску азбуку од напада Грка. Добар познавалац историје грчког језика и писма, Храбар многим грчким филолозима, између осталих, седамдесеторици преводилаца Старог завета (верзије познате под називом Септуагинта), супротставља двојицу словенских просветитеља, Ћирила и Методија, истичући њихову улогу у културном, духовном и историјском развоју Словена. Значај расправе Црнорисца Храбра је да је то прва словенска филолошка расправа, која се обраћа и домаћим противницима, убеђујући их у довољност старословенског језика и писма, и њихову равноправност са другим великим језицима и писмима. 
Највећи број аргумената из овог дела односи се на критику величања великих или старих језика, показивање сличности и разлика између словенског и грчког писма.

## Име
Црноризац Храбар није право име већ псеудоним који је узео један од монаха, да би избегао евентуални прогон због свог писања. Сама реч Црноризац значи монах односно онај који је оденут у црну ризу (монашку одећу), док придевом Храбар означава своју храброст да јавно иступи у одбрану словенског писма.

## Порекло
O етничком пореклу Црнорисца Храбра постоје супротстављена мишљења. Постоје научни кругови који тврде да је био један од писаца Преславске школе у Источној Бугарској, док други проналазе једнако вредне доказе да је припадао Климентовом кругу Охридске књижевне школе. Контроверза долази дотле да се под именом Црноризац Храбар у неким научним круговима подразумева лично неки од најважнијих византијских учитеља писмености.
Последњи векови балканског национализма довели су до покушаја да се мистерија идентитета овог монаха и творца прве словенске филолошке расправе искористи за величање вредности појединачне националне књижевности, и тиме, вредности појединачне балканске нације. Међутим, дело Црнорисца Храброг има општесловенски карактер, баш као и мисија његових учитеља — Ћирила и Методија.

## Превод на савремени српски језик
- Сказање о писменима (превео Томислав Јовановић), у „Стара српска књижевност“, Београд-Крагујевац, Филолошки факултет-Нова светлост, 2000, 17-20.